# Belgisch kampioenschap trial
Het Belgisch kampioenschap trial wordt onder auspiciën van de Belgische Motorrijdersbond (BMB) georganiseerd en is de hoogste nationale competitie voor trialrijders in België.

## Kampioenen
| Jaar | kampioen                                                                                          | merk/team       |
| ---- | ------------------------------------------------------------------------------------------------- | --------------- |
| 1955 | Aloïs Sterkendries                                                                                | FN              |
| 1956 | Marcel Verhaegen (klasse: kleine cilinderinhoud) Joseph Decat (klasse: grote cilinderinhoud)      | Salira Triumph  |
| 1957 | Marcel Verhaegen (klasse: kleine cilinderinhoud) Alex Colin (klasse: grote cilinderinhoud)        | Salira NSU      |
| 1958 | André Piron (klasse: kleine cilinderinhoud) Alex Colin (klasse: grote cilinderinhoud)             | Socovel NSU     |
| 1959 | Marcel Verhaegen (klasse: kleine cilinderinhoud) Alex Colin (klasse: grote cilinderinhoud)        | Triumph NSU     |
| 1960 | Roger Vanderbecken (klasse: kleine cilinderinhoud) Alex Colin (klasse: grote cilinderinhoud)      | Triumph AJS     |
| 1961 | Roger Vanderbecken (klasse: kleine cilinderinhoud) Alex Graindorge (klasse: grote cilinderinhoud) | Triumph FN      |
| 1962 | André Piron (klasse: kleine cilinderinhoud) Alex Colin (klasse: grote cilinderinhoud)             | Greeves AJS     |
| 1963 | Claude Vanstenagen (klasse: kleine cilinderinhoud) André Troisième (klasse: grote cilinderinhoud) | Greeves CZ      |
| 1964 | Roger De Coster (klasse: kleine cilinderinhoud) Claude Vanstenagen (klasse: grote cilinderinhoud) | Gilera Greeves  |
| 1965 | Jacky Ickx (klasse: kleine cilinderinhoud) Roger Vanderbecken (klasse: grote cilinderinhoud)      | Zündapp Triumph |
| 1966 | Claude Vanstenagen                                                                                | Greeves         |
| 1967 | Claude Vanstenagen                                                                                | Greeves         |
| 1968 | Claude Vanstenagen                                                                                | Greeves         |
| 1969 | Claude Vanstenagen                                                                                | Greeves         |
| 1970 | Claude Vanstenagen                                                                                | Bultaco         |
| 1971 | Victor Gigot                                                                                      | Montesa         |
| 1972 | Victor Gigot                                                                                      | Montesa         |
| 1973 | Roger George                                                                                      | Montesa         |
| 1974 | Jean-Marie Lejeune                                                                                | Montesa         |
| 1975 | Jean-Luc Colson                                                                                   | Montesa         |
| 1976 | Roger George                                                                                      | Montesa         |
| 1977 | Jean-Marie Lejeune                                                                                | Montesa         |
| 1978 | Jean-Marie Lejeune                                                                                | Montesa         |
| 1979 | Jean-Luc Colson                                                                                   | Montesa         |
| 1980 | Eddy Lejeune                                                                                      | Honda           |
| 1981 | Eddy Lejeune                                                                                      | Honda           |
| 1982 | Eddy Lejeune                                                                                      | Honda           |
| 1983 | Eddy Lejeune                                                                                      | Honda           |
| 1984 | Eddy Lejeune                                                                                      | Honda           |
| 1985 | Eddy Lejeune                                                                                      | Honda           |
| 1986 | Eddy Lejeune                                                                                      | Honda           |
| 1987 | Bernard Cordonnier                                                                                | Fantic          |
| 1988 | Daniel Crosset                                                                                    | Merlin          |
| 1989 | Daniel Crosset                                                                                    | GasGas          |
| 1990 | Daniel Crosset                                                                                    | Aprilia         |
| 1991 | Daniel Crosset                                                                                    | GasGas          |
| 1992 | Daniel Crosset                                                                                    | GasGas          |
| 1993 | Daniel Crosset                                                                                    | GasGas          |
| 1994 | Daniel Crosset                                                                                    | GasGas          |
| 1995 | Daniel Crosset                                                                                    | GasGas          |
| 1996 | Frederic Crosset                                                                                  | GasGas          |
| 1997 | Frederic Crosset                                                                                  | GasGas          |
| 1998 | Frederic Crosset                                                                                  | GasGas          |
| 1999 | Frederic Crosset                                                                                  | GasGas          |
| 2000 | Frederic Crosset                                                                                  | GasGas          |
| 2001 | Frederic Crosset                                                                                  | GasGas          |
| 2002 | Frederic Crosset                                                                                  | GasGas          |
| 2003 | Frederic Crosset                                                                                  | GasGas          |
| 2004 | Frederic Crosset                                                                                  | GasGas          |
| 2005 | Frederic Crosset                                                                                  | GasGas          |
| 2006 | Jan Cardinaels                                                                                    | Montesa Honda   |
| 2007 | Jan Cardinaels                                                                                    | Montesa Honda   |
| 2008 | Jan Cardinaels                                                                                    | Montesa Honda   |
| 2009 | Maxime Warenghien                                                                                 | Sherco          |
| 2010 | Maxime Warenghien                                                                                 | GasGas          |
| 2011 | Julien Rousselle                                                                                  | Sherco          |
| 2012 | Maxime Warenghien                                                                                 | Ossa            |
| 2013 | Julien Rousselle                                                                                  | JTG             |
| 2014 | Julien Rousselle                                                                                  | JTG             |
| 2015 | Julien Rousselle                                                                                  | GasGas          |
| 2016 | Julien Rousselle                                                                                  | GasGas          |
| 2017 | Julien Rousselle                                                                                  | GasGas          |
| 2018 | Julien Rousselle                                                                                  | GasGas          |
| 2019 | Julien Rousselle                                                                                  | Beta            |
| 2020 | Max Mathy                                                                                         | GasGas          |
| 2021 | Emile Mattheeuws                                                                                  | GasGas          |

American football · Atletiek (indoor · outdoor · 10 km · 1/2 marathon · marathon · veldlopen · meerkamp) · Autosport (rally) · Badminton · Basketbal (heren · dames) · Baseball · Beachvolleybal · Biljart (driebanden) · Dammen · Futsal · Gymnastiek (acro · trampoline) · Handbal (heren · dames) · Hockey (heren · dames) · IJshockey · Korfbal (zaal · veld) · Krachtbal · Kunstschaatsen · Motorcross (trial · zijspan) · Schaatsen · Schaken · Snooker · Squah · Strandvoetbal · Triatlon (sprint · middenafstand · olympische afstand · mixed relay · ploegen · cross) · Voetbal (heren · dames) · Waterskiën (racing) · Volleybal (heren · dames) · Wielrennen (tijdrijden · weg · piste · gravel · veld · mountainbike · BMX) · Zaalhockey (heren · dames) · Zaalvoetbal